# Marc Sourd
Marc Sourd (ur. 27 kwietnia 1946 roku w Lyonie) – francuski kierowca wyścigowy.

## Kariera
Sourd rozpoczął karierę w międzynarodowych wyścigach samochodowych w 1972 roku od startów w Francuskiej Formule Renault oraz Europejskiej Formule Renault. Z dorobkiem odpowiednio 84 i 7 punktów uplasował się tam odpowiednio na dziesiątej i jedenastej pozycji w klasyfikacji generalnej. W późniejszych latach Francuz pojawiał się także w stawce 24-godzinnego wyścigu Le Mans, French Touring Car Championship, Europejskiej Formuły 2, World Challenge for Endurance Drivers, Francuskiej Formuły 3, Europejskiej Formuły 3, World Touring Car Championship, European Touring Car Championship, Porsche 944 Turbo Cup France, French Supertouring Championship, FIA Touring Car Challenge, Global GT Championship, American Le Mans Series, FIA GT Championship, French GT Championship, FIA GT3 European Championship, Blancpain Endurance Series oraz Coupe de France GT FFSA.